# Friese volksverhalen
Friese volksverhalen zijn vertellingen uit of over Friesland die voor langere of kortere tijd mondeling tussen (groepen) mensen circuleren, zoals sagen, legenden, moppen, kwispels, exempelen en het broodjeaapverhaal.

## 'Friese' verhalenverzamelaars
Tiede Roelofs Dykstra (1820-1862), een van de oprichters van het 'Selskip foar Fryske tael en scriftenkennisse' (1844), dat moest dienen als een buffer tegen de Hollandse taal, begon in de provincie Friesland als een der eersten volksverhalen te verzamelen. Hij was eerder in contact gekomen met de Duitse mytholoog en volksverhaalverzamelaar J.W. Wolf (1817-1855). Dykstra verzamelde ongeveer 120 verhalen, waarvan een deel dertig jaar later door een van zijn correspondenten, Waling Dykstra (1821-1914), zou worden gepubliceerd. Ook de broers Joast en Eeltsje Halbertsma verzamelden volksverhalen.
Deze Friese volksverhalen moesten dienen als bron voor de reconstructie van de zogenaamde 'Friese mythologie' en als bewijs dat de Friese voorouders beschaafde mensen waren geweest. Dysktra legde de basis voor het volksverhaalonderzoek, dat zo in Friesland vooruitliep op de rest van het land. Waling Dykstra publiceerde in zijn tweedelige Uit Friesland's volksleven van vroeger en later (1895 en 1896) een groot aantal sagen en sprookjes. Het bezit van een 'eigen' Friese verhaalschat werd hiermee ingezet voor het benadrukken van een specifieke identiteit van een bevolkingsgroep, zoals dat bijvoorbeeld ook gold voor Duitsland, Vlaanderen en evenzeer voor Limburg.
Nadat in de jaren zestig van de 20e eeuw het Meertens Instituut onder leiding van J.J. Voskuil een omvangrijk project opzette om in heel Nederland sagen op te tekenen en vervolgens verspreidingskaarten van de sagenmotieven te tekenen, reageerde met name ook de Friese verzamelaar Dam Jaarsma (1914-1991) op de oproep om als vrijwilliger volksverhalen te verzamelen. Hij verzamelde voor het Volkskundebureau (nu Meertens Instituut) ruim 16 duizend volksverhalen, met name in de Friese Wouden. De hulppredikant Jaarsma toonde eerder, omstreeks 1950, als eerste na de Tweede Wereldoorlog al aan dat er nog wel degelijk mensen in Friesland (en omgeving) waren die sprookjes vertelden. Een van zijn zegslieden was de mollenvanger en sprookjesverteller Anders Bijma. Ook publiceerde Jaarsma een paar interviews met vertellers.
Naast Jaarsma besteedde ook de Friese verzamelaar Ype Poortinga serieuze aandacht aan de personen van de vertellers. Germanist en literator Poortinga verzamelde vanuit de Fryske Akademy en ging in de jaren 70 van de 20e eeuw op pad met bandrecorder. Met de Fries Jurjen van der Kooi publiceerde hij over het voorkomen van bepaalde mensen en plaatsen als kristallisatiepunt in Friese volksverhalen.
Verder zijn in 1996 video-opnamen gemaakt van vertelavonden in de Friese Wouden. Dit gebeurde in het kader van het veldonderzoek door Eric Venbrux vanuit het Meertens Instituut, waarbij nog levende vertellers van Dam Jaarsma werden geïnterviewd om de destijds opgetekende verhalen beter in hun context te kunnen plaatsen.
Voor het standaardwerk op het gebied van volksverhalen Verhalen van stad en streek (2010) werden in het begin van de 21e eeuw opnieuw volksverhalen ter plekke verzameld, eveneens in Friesland. Met name Ruben Koman van het DOC Volksverhaal van het Meertens Instituut was hiervoor verantwoordelijk.

## Mythen, volksgeloof en christendom
De Friese mythologie (Fries: Fryske mytology) is een term die in het Nederlandse taalgebied niet voorkomt. Nederlandse en Friese mythes zijn namelijk niet overgeleverd en niet bekend. Echte Friese mythen bestaan niet: daar is helemaal niets van overgeleverd. Hoewel in het Engels taalgebied Friese sagen en legenden geschaard worden onder Frisian mythology gaat men in het Nederlandse verhaalonderzoek uit van het Duitse taalgebied (de termen: Sagen en Legenden). Dat sagen en legenden elementen uit mythen zouden hebben is wetenschappelijk niet bewezen en puur speculatief.
Over het volksgeloof waar Friese volkverhalen mogelijk een oorsprong in hadden is enkel summiere informatie beschikbaar. De meest bekende Friese volksverhalen zijn echter van jongere datum, en een oude herkomst is niet aan te wijzen. Eigenlijk is alleen bekend dat in het Friese heidendom de goden werden vereerd in bossen en dat sommige bossen als heilig werden beschouwd. Verder vereerden de Friezen hun doden, brachten offers aan de goden, zongen toverliedjes en verrichten allerlei rituele handelingen op stenen. Ook werden zuiveringen verricht met vuur. Omstreeks 785 werd door Karel de Grote een strenge wet voor de Saksen (Capitulatio de partibus Saxoniae) van kracht waarbij crematie van lijken werd verboden, en het vereren van bronnen, bomen en bossen. Volksverhalen uit deze tijd zijn echter niet overgeleverd.
Ondanks dat er weinig is overgeleverd kunnen sommige religieuze voorstellingen en opvattingen van de vroegere Friezen wel gereconstrueerd worden. Zij behoorden namelijk tot de Germanen, waarvan de levenswijze door de Romeinen beschreven zijn en waarover de oud Scandinavische literatuur gegevens bevat. Verder geven de legenden over de missionarissen die in de Friese gebieden het christendom verkondigen enige informatie. Het heidendom was de norm in de Friese wereld tot in de 8e eeuw. Toen veroverden de Franken het Friese Rijk en kreeg het christendom er toegang. Het waren echter niet alleen de Franken die het christelijk geloof preekten. De Friezen zijn vooral beïnvloed door de Angelsaksische missionarissen die onder bescherming van de Franken naar hen toe kwamen. Ook hebben de resultaten van archeologische opgravingen (o.a. van amuletten) een bijdrage geleverd. Maar voor wat betreft de Friese volksverhalen is de zogenaamde Friese mythologie gebaseerd op Scandinavische verhalen en op 19e-eeuwse reconstructies. Echte Friese mythen bestaan zoals gezegd niet.

## Legenden
Hieronder staan enkele bekende of onbekende 'Friese' legenden en legendefiguren met een korte beschrijving. Deze legenden zijn willekeurig gekozen.
- Bonifatius: over zijn missie om de Friezen tot het christendom te bekeren, zijn vele legenden bekend. Zo zou op de plek, waar Bonifatius te Dokkum werd vermoord een bron met geneeskrachtig water zijn ontstaan, die tegenwoordig nog als bedevaartsoord bekendstaat. Ook veranderde Bonifatius, als straf, broden tot stenen.[5]
- Willibrord: over de Kerstening van de Friezen bestaan vele legenden, die aan Willibrord zijn gehecht. Zo weigerde de legendarische Friese koning Radboud zich te laten dopen, toen hij van Willibrord (of: van Wulfram) hoorde dat zijn voorouders zich in de hel bevonden.[6]

## Moppen
Moppen zijn korte verhaaltjes die bij uitstek in de mondelinge overlevering circuleren, en om die reden zijn het ook volksverhalen.
In de 17e eeuw tekende moppenverzamelaar en advocaat Aernout van Overbeke moppen op die hij had gehoord. Eén gaat onder meer over de taal van de Friezen (van een man uit Molkwerum, die niet begrepen wordt) en over het drankgebruik van de Friezen.
In Friesland is verder onder meer de etnische mop in zwang, die gaat over (met name) de Groningers (en vice versa). In deze moppen worden steeds dezelfde afwijkende of ongunstige eigenschappen aan de Groningers toegekend: hun uiterlijk, hun smerigheid, hun lafheid, luiheid, domheid etc. Deze soort mop is dan ook een kleine 'samenzwering' onder gelijkgestemden (de Friezen) over een andere groep (de Groningers). Een van de bekendere moppen gaat er bijvoorbeeld over dat alle volken God danken voor Zijn schepping, maar de Groninger jaagt Hem van zijn erf af:
- 'God wandelde na de schepping over de wereld en bekeek trots wat hij gemaakt had. Hij kwam in Mongolië en de Mongolen maakten een eerbiedige buiging voor hem en complimenteerden hem met zijn creatie. Hij kwam in Egypte en de Egyptenaren wierpen zich in het stof van de woestijn en dankten hem op hun blote knieën. Hij liep nog een eindje door en stapte Nederland binnen. Ineens stond hij in de provincie Groningen. Er kwam een Groninger naar hem toe die riep: "God ga es snel van mien erf af!"'

Een andere, willekeurig gekozen, 'Friese' mop om de vermeende dommigheid van de Groningers te belichten gaat als volgt:
- 'Een Groninger valt in New York van de stoep. In het ziekenhuis vraagt de dokter: "How do you feel?', waarop de Groninger antwoordt: 'Plat op mien bek!'

## Sagen
Hieronder staan enkele bekende of onbekende Friese sagen en sagenfiguren met een korte beschrijving. Deze sagen zijn willekeurig gekozen.
- De reuzen Manke Meine en Kromme Knillis zouden volgens de sage in Akkrum de Kromme Knillis en Meinevaart hebben gegraven.
- Jan Hepkes Wouda, de Friese leugenbaron uit Surhuisterveen, die een groot verhaalcorpus aan zich wist te koppelen.
- Japik Ingberts: de volksverbeelding maakte zich meester van deze dief van Twijzel. Hij werd het kristallisatiepunt van tientallen slimme dief- en roververhalen, waarvan sommige nog verteld worden. Er ontwikkelde zich daarnaast zelfs een specifieke Japik Ingberts-verhaalcyclus. Waling Dykstra schrijft het eerst over hem in 1863.[9]
- Oldehove: diverse sagen die aan de toren in Leeuwarden zijn gehecht.
- Het paaltje van Oosterlittens, een sage die gehecht is aan een paaltje in Oosterlittens.
- Grote Pier uit Kimswerd, hoofdpersoon uit diverse Friese sagen.
- Rixt van Oerd, hoofdpersoon uit en titel van een sage van Ameland, bedacht door schoolmeester P.J. Braaksma (*1863).
- Sterke Hearke (1801-1890), Hearke Tjerks Witteveen, uit Drogeham die met name bekendstond in de volksverhalen om zijn enorme kracht.
- Stryper Wyfke, hoofdpersoon uit en titel van een sage van Terschelling.
- Het Vrouwtje van Stavoren, hoofdpersoon uit en titel van een sage uit Stavoren.
- Ame Gijs, een oud vrouwtje uit Hindeloopen dat kinderen die te dicht bij de waterkant staan te water trekt.